# Критический реализм (философия)
Критический реализм в философии — направление современной философии науки, ведущее своё происхождение от «критической философии» И. Канта. Исходные принципы критического реализма были сформулированы в Германии в конце XIX — начале XX вв. А. Рилем, О. Кюльпе, А. Мессером и др. Как самостоятельная школа критический реализм сформировался в США, когда Д. Дрейк, А. Лавджой, Дж. Пратт, А. Роджерс, Дж. Сантаяна, Р. В. Селлерс и Ч. Стронг выпустили в 1920 году «Очерки критического реализма», где была дана детальная разработка доктрины критического реализма. Наиболее существенна для неё теория познания, в которой критический реализм противопоставляет себя неореализму: если последний считает, что в процессе познания внешний мир непосредственно включается в сознание субъекта, «схватывается» им таким, как он есть, то критический реализм исходит из того, что процесс познания опосредован «данным», или содержанием сознания. При этом проблема природы «данного» решается представителями критического реализма по-разному. Пратт и Лавджой отождествляют его с восприятием, считая, что «данное» условно представляет свойства внешней действительности, знание которых даёт возможность субъекту ориентироваться в окружающем мире; это сближает их взгляды с субъективно-идеалистической «иероглифов теорией». Сантаяна, Дрейк, Стронг и Роджерс понимают под «данным» абстрактное понятие — логическая «сущность» вещи, которая в случае правильного познания может совпадать с реальной сущностью вещи. Здесь идеальные «сущности» приобретают онтологический характер, что приводит к своеобразному варианту платонизма. Особую позицию занимает Селлерс, отождествляющий «данное» с адекватным отражением в сознании внешнего мира, что ведёт его к материалистической трактовке процесса познания.